# Râul Călmățui (Brăila)

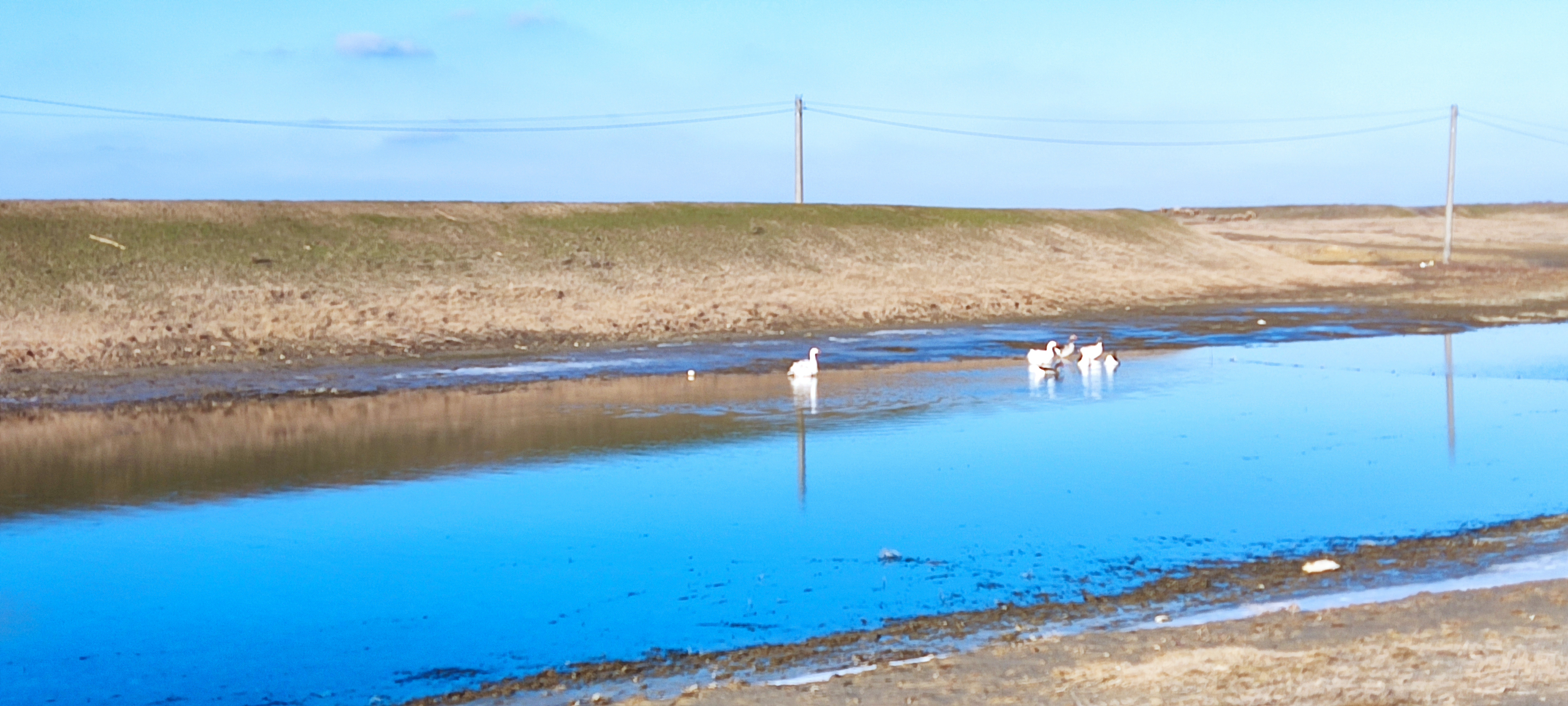
raul Calmatui 2024

Râul Călmățui este un curs de apă, afluent al Dunării. Râul Calmațui se varsă în Dunăre în zona localității Gura-Gârluței, județul Brăila.